# Cryptodus rotundicollis
Cryptodus rotundicollis är en skalbaggsart som beskrevs av Leon Fairmaire 1879. Cryptodus rotundicollis ingår i släktet Cryptodus och familjen Dynastidae. Inga underarter finns listade i Catalogue of Life.